# F.C. Olsen
Frederik Christian Olsen (født 23. april 1802 i København, død 24. oktober 1874 sammesteds) var en dansk skolemand og litteraturhistoriker.
Efter 17 år gammel at være blevet student kastede Olsen sig over filologien, i hvilket fag han 3 år senere vandt universitetets guldmedalje. I 1827 tog han filologisk embedseksamen og trådte året efter i statsskolens tjeneste, hvor han med ansættelse i København, Helsingør og Viborg regelmæssig avancerede fra adjunkt til rektor (1844), hvilken stilling han beklædte indtil 1866, da han af helbredshensyn trak sig tilbage.
Olsen var næppe nogen betydelig pædagog, men en meget litterært interesseret mand, hvorom blandt andet hans afhandling om Digteren Johannes Ewalds Liv og Forholde (1835) og hans fortræffelige biografi af ungdomsvennen Poul Martin Møller (i 3. bind af
Efterladte Skrifter 1843, også optrykt i de følgende udgaver) bærer vidne. I 1838 blev Olsen formand for Trykkefrihedsselskabet, og 1839—41 var han redaktør af Dansk Folketidende.